# کالاگره-موسی
کالاگره-موسی شهری در شهرستان زیمتنگا در استان بام در بورکینافاسوی شمالی است و جمعیت آن ۸۴۹ نفر است.